# Eurytoma lobopterae
Eurytoma lobopterae is een vliesvleugelig insect uit de familie Eurytomidae. De wetenschappelijke naam is voor het eerst geldig gepubliceerd in 1964 door Erdös.